# Cissus fragilis
Cissus fragilis là một loài thực vật hai lá mầm trong họ Nho. Loài này được E.Mey. ex Harv. miêu tả khoa học đầu tiên năm 1860.